# معركة شاهو
معركة شاهو (بالإنجليزية: Battle of Shaho) هي ثاني أكبر معركة برية في الحرب الروسية اليابانية، وقعت في أكتوبر 1904، على جبهة طولها 60 كم تقريبًا، قرب نهر شاهو شمال لياويانغ في منشوريا. شارك فيها الجيش الإمبراطوري الياباني بقيادة أوياما إيواو،ضد الجيش الإمبراطوري الروسي بقيادة أليكسي كوروباتكين.

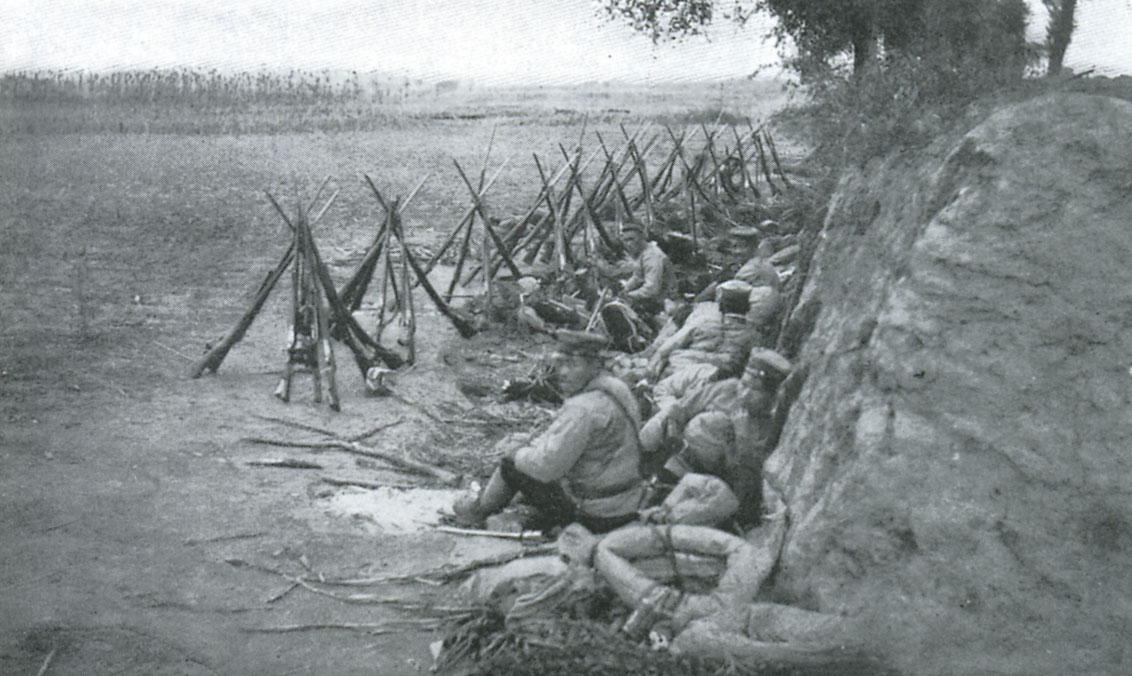
القوات اليابانية في المعركة

## الخلفية
بعد معركة لياويانغ، تراجع الروس إلى مواقع دفاعية شمال المدينة، بينما سعت اليابان لتوسيع مكاسبها ودفع الروس خارج منشوريا. هدف اليابان كان تثبيت خط سكة الحديد وتحقيق نصر حاسم قبل حلول الشتاء.

## المعركة
بدأت المعركة في 5 أكتوبر بهجوم روسي واسع النطاق ضد الجناح الأيسر للجيش الياباني، لكن اليابانيين تمكنوا من الصمود وإعادة تنظيم صفوفهم. رد أوياما إيواو بهجوم مضاد في 10 أكتوبر عبر الجبهة، مما أدى إلى تراجع الروس دون تحقيق نتائج حاسمة.

## النتائج
لم تسفر المعركة عن نصر حاسم لأي من الطرفين، لكن اليابانيين حافظوا على مواقعهم الحيوية. الروس تراجعوا شمالاً مرة أخرى ما أضعف موقفهم في منشوريا.

## الخسائر
بلغت خسائر الروس أكثر من 17,000 جندي بين قتيل وجريح، بينما بلغت خسائر اليابانيين حوالي 16,000.